# Coupe du monde de football des moins de 20 ans 2023
Navigation
Indonésie 2021 Chili 2025
La 23e édition de la Coupe du monde de football des moins de 20 ans se déroule en Argentine du 20 mai au 11 juin 2023. Vingt-quatre équipes prennent part à la compétition. Tout joueur né après le 1er janvier 2003 peut participer au tournoi.

## Organisation

### Désignation du pays hôte
L'Indonésie est annoncée comme hôte de la Coupe du monde des moins de 20 ans 2021 à la suite de la réunion du conseil de la FIFA le 24 octobre 2019 à Shanghai, en Chine. Elle était également l'un des candidats à l'organisation de la Coupe du monde des moins de 17 ans 2021, attribuée finalement au Pérou le même jour. Le report du tournoi de 2021 à 2023 en raison de la crise sanitaire est sans conséquence pour l'Indonésie, confirmée en tant que pays hôte par la FIFA au moment de l'annonce de l'annulation de l'édition 2021.
Le 29 mars 2023, la FIFA annonce le retrait de l’organisation à l'Indonésie du fait que le pays hôte refuse que l’équipe d’Israël participe à la Coupe du monde U20 pour des raisons politiques.

### Polémique
Plusieurs clubs ont décidé de refuser l’accès à la compétition de joueurs sélectionnés, comme par exemple Manchester United avec Alejandro Garnacho, ou même le Real Madrid Castilla avec Nico Paz.
En France, une dizaine de joueurs en sont également privés. Parmi eux, Mohamed-Ali Cho, Lucas Gourna-Douath, Isaak Touré, Matthis Abline, Ismaël Doukouré, Saël Kumbedi, Malo Gusto, Mathys Tel, Junior Mwanga, Elye Wahi, ou même Andy Diouf.
D’autres joueurs internationaux n'y participent pas, comme les Sénégalais Lamine Camara et Pape Amadou Diallo, ainsi que l'Israélien Oscar Gloukh, l'Anglais Samuel Iling-Junior et l'Italien Fabio Miretti.
Certains voient un problème venant de la FIFA concernant les dates de la compétition concordant avec la Coupe du monde U20. D'autre part, on accuse les clubs, ceux-ci n'ayant pas l'obligation de délivrer leurs joueurs comme pour les équipes pro.

## Villes et stades
| Ville               | Stade                         | Capacité |
| ------------------- | ----------------------------- | -------- |
| La Plata            | Stade Ciudad de La Plata      | 53 000   |
| Mendoza             | Stade Malvinas-Argentinas     | 42 000   |
| Santiago del Estero | Stade Único Madre de Ciudades | 30 000   |
| San Juan            | Stade du bicentenaire         | 25 286   |

## Qualification
| Confédération              | Tournoi qualificatif                                                                     | Qualifié(s)                                          |
| -------------------------- | ---------------------------------------------------------------------------------------- | ---------------------------------------------------- |
| AFC (Asie)                 | Championnat d'Asie de football des moins de 19 ans 2023                                  | Ouzbékistan Irak Corée du Sud Japon                  |
| CAF (Afrique)              | Coupe d'Afrique des nations de football des moins de 20 ans 2023                         | Sénégal Gambie Nigeria Tunisie                       |
| CONCACAF                   | Championnat d'Amérique du Nord, centrale et Caraïbe de football des moins de 20 ans 2022 | États-Unis République dominicaine Guatemala Honduras |
| CONMEBOL (Amérique du Sud) | Pays hôte                                                                                | Argentine                                            |
| CONMEBOL (Amérique du Sud) | Championnat des moins de 20 ans de la CONMEBOL 2023                                      | Brésil Uruguay Colombie Équateur                     |
| OFC (Océanie)              | Championnat d'Océanie de football des moins de 19 ans 2022                               | Nouvelle-Zélande Fidji                               |
| UEFA (Europe)              | Championnat d'Europe de football des moins de 19 ans 2022                                | Angleterre Italie Israël France Slovaquie            |

## Tirage au sort
Le tirage au sort aura lieu le 31 mars 2023. Mais il a été annulé du fait que le pays hôte refuse que l’équipe d’Israel participe à la Coupe du monde U20 pour des raisons politiques . Il y a eu plusieurs manifestations à Jakarta en guise de protestation.
Le 30 mars, la FIFA a décidé de retirer le pays hôte de l’organisation de la Coupe du monde de football des moins de 20 ans une première dans la compétition.
En avril 2023, la FIFA a officiellement décidé que L'Argentine sera le remplaçant du pays hôte. Elle prend la place de l’Indonésie le tirage au sort de la compétition a eu lieu le vendredi 21 avril à son siège, à Zurich.
| Chapeau 1                                            | Chapeau 2                                                         | Chapeau 3                                     | Chapeau 4                                                        |
| ---------------------------------------------------- | ----------------------------------------------------------------- | --------------------------------------------- | ---------------------------------------------------------------- |
| Argentine H Sénégal France Italie Uruguay États-Unis | Brésil Colombie Angleterre Équateur Nouvelle-Zélande Corée du Sud | Nigeria Fidji Honduras Japon Irak Ouzbékistan | Tunisie Gambie République dominicaine Slovaquie Israël Guatemala |

| Groupe A               | Groupe B   | Groupe C     |
| ---------------------- | ---------- | ------------ |
| Argentine H            | États-Unis | Sénégal      |
| Ouzbékistan            | Équateur   | Japon        |
| Guatemala              | Fidji      | Israël       |
| Nouvelle-Zélande       | Slovaquie  | Colombie     |
| Groupe D               | Groupe E   | Groupe F     |
| Italie                 | Uruguay    | France       |
| Brésil                 | Irak       | Corée du Sud |
| Nigeria                | Angleterre | Gambie       |
| République dominicaine | Tunisie    | Honduras     |

## Résultats

### Phase de groupes
Les 24 équipes qualifiées sont réparties dans 6 groupes de 4 équipes. Les vainqueurs des groupes, les seconds ainsi que les 4 meilleurs troisièmes se qualifient pour les huitièmes de finale.
Toutes les heures sont en heure locale d'Argentine (UTC-3)

#### Groupe A
| Rang | Équipe           | Pts | J | G | N | P | Bp | Bc | Diff |
| ---- | ---------------- | --- | - | - | - | - | -- | -- | ---- |
| 1    | Argentine H      | 9   | 3 | 3 | 0 | 0 | 10 | 1  | +9   |
| 2    | Ouzbékistan      | 4   | 3 | 1 | 1 | 1 | 5  | 4  | +1   |
| 3    | Nouvelle-Zélande | 4   | 3 | 1 | 1 | 1 | 3  | 7  | -4   |
| 4    | Guatemala        | 0   | 3 | 0 | 0 | 3 | 0  | 6  | -6   |

| 1re journée       | Guatemala | 0 - 1   | Nouvelle-Zélande | Stade Único Madre de Ciudades, Santiago del Estero |                                               |
| 20 mai 2023 15:00 |           | (0 - 0) | 80e Garbett      | Spectateurs : 15 100 Arbitrage : Abongile Tom      | Spectateurs : 15 100 Arbitrage : Abongile Tom |
| 20 mai 2023 15:00 | Rapport   |         |                  | Spectateurs : 15 100 Arbitrage : Abongile Tom      | Spectateurs : 15 100 Arbitrage : Abongile Tom |

| 20 mai 2023 | Argentine               | 2 - 1   | Ouzbékistan       | Stade Único Madre de Ciudades, Santiago del Estero |                                                    |
| 18:00       | Véliz 27e · Carboni 41e | (2 - 1) | 23e Makhamadjonov | Spectateurs : 37 233 Arbitrage : François Letexier | Spectateurs : 37 233 Arbitrage : François Letexier |
| 18:00       | Rapport                 |         |                   | Spectateurs : 37 233 Arbitrage : François Letexier | Spectateurs : 37 233 Arbitrage : François Letexier |

| 2e journée        | Ouzbékistan                   | 2 - 2   | Nouvelle-Zélande          | Stade Único Madre de Ciudades, Santiago del Estero |                                                |
| 23 mai 2023 15:00 | Fayzullaev 51e · Esanov 90+3e | (0 - 2) | 23e Wallace · 41e Herdman | Spectateurs : 12 243 Arbitrage : Oshane Nation     | Spectateurs : 12 243 Arbitrage : Oshane Nation |
| 23 mai 2023 15:00 | Rapport                       |         |                           | Spectateurs : 12 243 Arbitrage : Oshane Nation     | Spectateurs : 12 243 Arbitrage : Oshane Nation |

| 23 mai 2023 | Argentine                              | 3 - 0   | Guatemala | Stade Único Madre de Ciudades, Santiago del Estero |                                                   |
| 18:00       | Véliz 17e · Romero 65e · Perrone 90+8e | (1 - 0) |           | Spectateurs : 37 033 Arbitrage : Halil Umut Meler  | Spectateurs : 37 033 Arbitrage : Halil Umut Meler |
| 18:00       | Rapport                                |         |           | Spectateurs : 37 033 Arbitrage : Halil Umut Meler  | Spectateurs : 37 033 Arbitrage : Halil Umut Meler |

| 3e journée        | Ouzbékistan       | 2 - 0   | Guatemala | Stade Único Madre de Ciudades, Santiago del Estero |                                                 |
| 26 mai 2023 18:00 | Nematjonov 9e 20e | (2 - 0) |           | Spectateurs : 15 357 Arbitrage : Mohamed Marouf    | Spectateurs : 15 357 Arbitrage : Mohamed Marouf |
| 26 mai 2023 18:00 | Rapport           |         |           | Spectateurs : 15 357 Arbitrage : Mohamed Marouf    | Spectateurs : 15 357 Arbitrage : Mohamed Marouf |

| 26 mai 2023 | Nouvelle-Zélande | 0 - 5   | Argentine                                                              | Stade du bicentenaire, San Juan                |                                                |
| 18:00       |                  | (0 - 3) | 14e Puch · 17e Infantino · 35e Romero · 50e (pen.) Aguirre · 87e Véliz | Spectateurs : 27 836 Arbitrage : Salman Falahi | Spectateurs : 27 836 Arbitrage : Salman Falahi |
| 18:00       | Rapport          |         |                                                                        | Spectateurs : 27 836 Arbitrage : Salman Falahi | Spectateurs : 27 836 Arbitrage : Salman Falahi |

#### Groupe B
| Rang | Équipe     | Pts | J | G | N | P | Bp | Bc | Diff |
| ---- | ---------- | --- | - | - | - | - | -- | -- | ---- |
| 1    | États-Unis | 9   | 3 | 3 | 0 | 0 | 6  | 0  | +6   |
| 2    | Équateur   | 6   | 3 | 2 | 0 | 1 | 11 | 2  | +9   |
| 3    | Slovaquie  | 3   | 3 | 1 | 0 | 2 | 5  | 4  | +1   |
| 4    | Fidji      | 0   | 3 | 0 | 0 | 3 | 0  | 16 | -16  |

| 1re journée       | États-Unis  | 1 - 0   | Équateur | Stade du bicentenaire, San Juan                |                                                |
| 20 mai 2023 15:00 | Gómez 90+3e | (0 - 0) |          | Spectateurs : 14 865 Arbitrage : Salman Falahi | Spectateurs : 14 865 Arbitrage : Salman Falahi |
| 20 mai 2023 15:00 | Rapport     |         |          | Spectateurs : 14 865 Arbitrage : Salman Falahi | Spectateurs : 14 865 Arbitrage : Salman Falahi |

| 20 mai 2023 | Fidji   | 0 - 4   | Slovaquie                                        | Stade du bicentenaire, San Juan         |                                         |
| 18:00       |         | (0 - 2) | 17e Gaži · 25e Szolgai · 70e Gajdoš · 79e Jambor | Spectateurs : 9 359 Arbitrage : Issa Sy | Spectateurs : 9 359 Arbitrage : Issa Sy |
| 18:00       | Rapport |         |                                                  | Spectateurs : 9 359 Arbitrage : Issa Sy | Spectateurs : 9 359 Arbitrage : Issa Sy |

| 2e journée        | États-Unis                          | 3 - 0   | Fidji | Stade du bicentenaire, San Juan                |                                                |
| 23 mai 2023 15:00 | Luna 66e · Cowell 88e · Wiley 90+9e | (0 - 0) |       | Spectateurs : 8 017 Arbitrage : Mohamed Marouf | Spectateurs : 8 017 Arbitrage : Mohamed Marouf |
| 23 mai 2023 15:00 | Rapport                             |         |       | Spectateurs : 8 017 Arbitrage : Mohamed Marouf | Spectateurs : 8 017 Arbitrage : Mohamed Marouf |

| 23 mai 2023 | Équateur               | 2 - 1   | Slovaquie   | Stade du bicentenaire, San Juan                    |                                                    |
| 18:00       | Cuero 45+1e · Sosa 59e | (1 - 1) | 29e Szolgai | Spectateurs : 13 919 Arbitrage : Mohammed Al Hoish | Spectateurs : 13 919 Arbitrage : Mohammed Al Hoish |
| 18:00       | Rapport                |         |             | Spectateurs : 13 919 Arbitrage : Mohammed Al Hoish | Spectateurs : 13 919 Arbitrage : Mohammed Al Hoish |

| 3e journée        | Équateur                                                                                          | 9 - 0   | Fidji | Stade Único Madre de Ciudades, Santiago del Estero |                                              |
| 26 mai 2023 15:00 | Páez 7e · Sosa 34e · Cuero 36e 45+6e · García 66e 85e · Chamba 89e · Zambrano 90+6e (pen.) 90+10e | (4 - 0) |       | Spectateurs : 9 958 Arbitrage : Yusuke Araki       | Spectateurs : 9 958 Arbitrage : Yusuke Araki |
| 26 mai 2023 15:00 | Rapport                                                                                           |         |       | Spectateurs : 9 958 Arbitrage : Yusuke Araki       | Spectateurs : 9 958 Arbitrage : Yusuke Araki |

| 26 mai 2023 | Slovaquie | 0 - 2   | États-Unis                  | Stade du bicentenaire, San Juan               |                                               |
| 15:00       |           | (0 - 1) | 38e Cowell · 90+6e Tsakiris | Spectateurs : 15 059 Arbitrage : Ramon Abatti | Spectateurs : 15 059 Arbitrage : Ramon Abatti |
| 15:00       | Rapport   |         |                             | Spectateurs : 15 059 Arbitrage : Ramon Abatti | Spectateurs : 15 059 Arbitrage : Ramon Abatti |

#### Groupe C
| Rang | Équipe   | Pts | J | G | N | P | Bp | Bc | Diff |
| ---- | -------- | --- | - | - | - | - | -- | -- | ---- |
| 1    | Colombie | 7   | 3 | 2 | 1 | 0 | 5  | 3  | +2   |
| 2    | Israël   | 4   | 3 | 1 | 1 | 1 | 4  | 4  | 0    |
| 3    | Japon    | 3   | 3 | 1 | 0 | 2 | 3  | 4  | -1   |
| 4    | Sénégal  | 2   | 3 | 0 | 2 | 1 | 2  | 3  | -1   |

| 1re journée       | Israël              | 1 - 2   | Colombie                       | Stade Ciudad de La Plata, La Plata                    |                                                       |
| 21 mai 2023 15:00 | Turgeman 57e (pen.) | (0 - 0) | 74e (pen.) Cortés · 90e Puerta | Spectateurs : 7 613 Arbitrage : Juan Gabriel Calderón | Spectateurs : 7 613 Arbitrage : Juan Gabriel Calderón |
| 21 mai 2023 15:00 | Rapport             |         |                                | Spectateurs : 7 613 Arbitrage : Juan Gabriel Calderón | Spectateurs : 7 613 Arbitrage : Juan Gabriel Calderón |

| 21 mai 2023 | Sénégal | 0 - 1   | Japon       | Stade Ciudad de La Plata, La Plata               |                                                  |
| 18:00       |         | (0 - 1) | 15e Matsuki | Spectateurs : 8 625 Arbitrage : Serdar Gözübüyük | Spectateurs : 8 625 Arbitrage : Serdar Gözübüyük |
| 18:00       | Rapport |         |             | Spectateurs : 8 625 Arbitrage : Serdar Gözübüyük | Spectateurs : 8 625 Arbitrage : Serdar Gözübüyük |

| 2e journée        | Sénégal  | 1 - 1   | Israël            | Stade Ciudad de La Plata, La Plata          |                                             |
| 24 mai 2023 15:00 | Diop 80e | (0 - 0) | 58e (csc) N'Diaye | Spectateurs : 2 078 Arbitrage : Yael Falcon | Spectateurs : 2 078 Arbitrage : Yael Falcon |
| 24 mai 2023 15:00 | Rapport  |         |                   | Spectateurs : 2 078 Arbitrage : Yael Falcon | Spectateurs : 2 078 Arbitrage : Yael Falcon |

| 24 mai 2023 | Japon      | 1 - 2   | Colombie                 | Stade Ciudad de La Plata, La Plata                          |                                                             |
| 18:00       | Yamane 30e | (1 - 0) | 53e Asprilla · 59e Ángel | Spectateurs : 3 768 Arbitrage : José María Sánchez Martínez | Spectateurs : 3 768 Arbitrage : José María Sánchez Martínez |
| 18:00       | Rapport    |         |                          | Spectateurs : 3 768 Arbitrage : José María Sánchez Martínez | Spectateurs : 3 768 Arbitrage : José María Sánchez Martínez |

| 3e journée        | Colombie     | 1 - 1   | Sénégal    | Stade Ciudad de La Plata, La Plata                |                                                   |
| 27 mai 2023 18:00 | Cortés 90+5e | (0 - 1) | 30e Camara | Spectateurs : 15 825 Arbitrage : Halil Umut Meler | Spectateurs : 15 825 Arbitrage : Halil Umut Meler |
| 27 mai 2023 18:00 | Rapport      |         |            | Spectateurs : 15 825 Arbitrage : Halil Umut Meler | Spectateurs : 15 825 Arbitrage : Halil Umut Meler |

| 27 mai 2023 | Japon          | 1 - 2   | Israël                       | Stade Malvinas-Argentinas, Mendoza         |                                            |
| 18:00       | Sakamoto 45+2e | (1 - 0) | 76e Nawi Nabi · 90+1e Senior | Spectateurs : 7 581 Arbitrage : Piero Maza | Spectateurs : 7 581 Arbitrage : Piero Maza |
| 18:00       | Rapport        |         |                              | Spectateurs : 7 581 Arbitrage : Piero Maza | Spectateurs : 7 581 Arbitrage : Piero Maza |

#### Groupe D
| Rang | Équipe                 | Pts | J | G | N | P | Bp | Bc | Diff |
| ---- | ---------------------- | --- | - | - | - | - | -- | -- | ---- |
| 1    | Brésil                 | 6   | 3 | 2 | 0 | 1 | 10 | 3  | +7   |
| 2    | Italie                 | 6   | 3 | 2 | 0 | 1 | 6  | 4  | +2   |
| 3    | Nigeria                | 6   | 3 | 2 | 0 | 1 | 4  | 3  | +1   |
| 4    | République dominicaine | 0   | 3 | 0 | 0 | 3 | 1  | 11 | -10  |

| 1re journée       | Nigeria                                   | 2 - 1   | République dominicaine | Stade Malvinas-Argentinas, Mendoza            |                                               |
| 21 mai 2023 15:00 | de Peña Rosario 31e (csc) · S A Lawal 70e | (1 - 1) | 23e (pen.) Azcona      | Spectateurs : 21 647 Arbitrage : Yusuke Araki | Spectateurs : 21 647 Arbitrage : Yusuke Araki |
| 21 mai 2023 15:00 | Rapport                                   |         |                        | Spectateurs : 21 647 Arbitrage : Yusuke Araki | Spectateurs : 21 647 Arbitrage : Yusuke Araki |

| 21 mai 2023 | Italie                             | 3 - 2   | Brésil                  | Stade Malvinas-Argentinas, Mendoza           |                                              |
| 18:00       | Prati 11e · Casadei 27e 35e (pen.) | (3 - 0) | 72e 87e Marcos Leonardo | Spectateurs : 35 531 Arbitrage : Marco Ortiz | Spectateurs : 35 531 Arbitrage : Marco Ortiz |
| 18:00       | Rapport                            |         |                         | Spectateurs : 35 531 Arbitrage : Marco Ortiz | Spectateurs : 35 531 Arbitrage : Marco Ortiz |

| 2e journée        | Italie  | 0 - 2   | Nigeria                      | Stade Malvinas-Argentinas, Mendoza         |                                            |
| 24 mai 2023 15:00 |         | (0 - 0) | 61e S F Lawal · 90+5e Sunday | Spectateurs : 5 701 Arbitrage : Piero Maza | Spectateurs : 5 701 Arbitrage : Piero Maza |
| 24 mai 2023 15:00 | Rapport |         |                              | Spectateurs : 5 701 Arbitrage : Piero Maza | Spectateurs : 5 701 Arbitrage : Piero Maza |

| 24 mai 2023 | Brésil | 6 - 0   | République dominicaine | Stade Malvinas-Argentinas, Mendoza                |                                                   |
| 18:00       | Sávio 37e · Marcos Leonardo 38e · Jean Pedroso 57e · Giovane 82e · Marlon Gomes 90+1e · Matheus Martins 90+3e | (2 - 0) |                        | Spectateurs : 7 253 Arbitrage : François Letexier | Spectateurs : 7 253 Arbitrage : François Letexier |
| 18:00       | Rapport |         |                        | Spectateurs : 7 253 Arbitrage : François Letexier | Spectateurs : 7 253 Arbitrage : François Letexier |

| 3e journée        | Brésil                              | 2 - 0   | Nigeria | Stade Ciudad de La Plata, La Plata                |                                                   |
| 27 mai 2023 15:00 | Jean Pedroso 43e · Marquinhos 45+2e | (2 - 0) |         | Spectateurs : 29 134 Arbitrage : Serdar Gözübüyük | Spectateurs : 29 134 Arbitrage : Serdar Gözübüyük |
| 27 mai 2023 15:00 | Rapport                             |         |         | Spectateurs : 29 134 Arbitrage : Serdar Gözübüyük | Spectateurs : 29 134 Arbitrage : Serdar Gözübüyük |

| 27 mai 2023 | République dominicaine | 0 - 3   | Italie                          | Stade Malvinas-Argentinas, Mendoza               |                                                  |
| 15:00       |                        | (0 - 1) | 19e 84e Casadei · 50e Ambrosino | Spectateurs : 6 709 Arbitrage : Mohamed Al Hoish | Spectateurs : 6 709 Arbitrage : Mohamed Al Hoish |
| 15:00       | Rapport                |         |                                 | Spectateurs : 6 709 Arbitrage : Mohamed Al Hoish | Spectateurs : 6 709 Arbitrage : Mohamed Al Hoish |

#### Groupe E
| Rang | Équipe     | Pts | J | G | N | P | Bp | Bc | Diff |
| ---- | ---------- | --- | - | - | - | - | -- | -- | ---- |
| 1    | Angleterre | 7   | 3 | 2 | 1 | 0 | 4  | 2  | +2   |
| 2    | Uruguay    | 6   | 3 | 2 | 0 | 1 | 7  | 3  | +4   |
| 3    | Tunisie    | 3   | 3 | 1 | 0 | 2 | 3  | 2  | +1   |
| 4    | Irak       | 1   | 3 | 0 | 1 | 2 | 0  | 7  | -7   |

| 1re journée       | Angleterre   | 1 - 0   | Tunisie | Stade Ciudad de La Plata, La Plata           |                                              |
| 22 mai 2023 15:00 | Scarlett 25e | (1 - 0) |         | Spectateurs : 2 765 Arbitrage : Ramon Abatti | Spectateurs : 2 765 Arbitrage : Ramon Abatti |
| 22 mai 2023 15:00 | Rapport      |         |         | Spectateurs : 2 765 Arbitrage : Ramon Abatti | Spectateurs : 2 765 Arbitrage : Ramon Abatti |

| 22 mai 2023 | Uruguay                                                       | 4 - 0   | Irak | Stade Ciudad de La Plata, La Plata           |                                              |
| 18:00       | Abaldo 38e · Ferrari 48e · Rasetim 62e (csc) · Matturro 90+2e | (1 - 0) |      | Spectateurs : 5 176 Arbitrage : Glenn Nyberg | Spectateurs : 5 176 Arbitrage : Glenn Nyberg |
| 18:00       | Rapport                                                       |         |      | Spectateurs : 5 176 Arbitrage : Glenn Nyberg | Spectateurs : 5 176 Arbitrage : Glenn Nyberg |

| 2e journée        | Uruguay                     | 2 - 3   | Angleterre                                 | Stade Ciudad de La Plata, La Plata           |                                              |
| 25 mai 2023 15:00 | González 49e · Abaldo 90+9e | (0 - 2) | 22e Humphreys · 45+4e Devine · 90+5e Gyabi | Spectateurs : 27 231 Arbitrage : Marco Ortíz | Spectateurs : 27 231 Arbitrage : Marco Ortíz |
| 25 mai 2023 15:00 | Rapport                     |         |                                            | Spectateurs : 27 231 Arbitrage : Marco Ortíz | Spectateurs : 27 231 Arbitrage : Marco Ortíz |

| 25 mai 2023 | Irak    | 0 - 3   | Tunisie                                         | Stade Ciudad de La Plata, La Plata          |                                             |
| 18:00       |         | (0 - 0) | Snana 55e · El Djebali 57e · Ghorbel 86e (pen.) | Spectateurs : 8 021 Arbitrage : Jhon Ospina | Spectateurs : 8 021 Arbitrage : Jhon Ospina |
| 18:00       | Rapport |         |                                                 | Spectateurs : 8 021 Arbitrage : Jhon Ospina | Spectateurs : 8 021 Arbitrage : Jhon Ospina |

| 3e journée        | Irak    | 0 - 0   | Angleterre | Stade Ciudad de La Plata, La Plata                          |                                                             |
| 28 mai 2023 15:00 |         | (0 - 0) |            | Spectateurs : 12 122 Arbitrage : Campbell-Kirk Kawana-Waugh | Spectateurs : 12 122 Arbitrage : Campbell-Kirk Kawana-Waugh |
| 28 mai 2023 15:00 | Rapport |         |            | Spectateurs : 12 122 Arbitrage : Campbell-Kirk Kawana-Waugh | Spectateurs : 12 122 Arbitrage : Campbell-Kirk Kawana-Waugh |

| 28 mai 2023 | Tunisie | 0 - 1   | Uruguay                | Stade Malvinas-Argentinas, Mendoza                          |                                                             |
| 15:00       |         | (0 - 0) | Fernández 90+3e (pen.) | Spectateurs : 6 497 Arbitrage : José María Sánchez Martínez | Spectateurs : 6 497 Arbitrage : José María Sánchez Martínez |
| 15:00       | Rapport |         |                        | Spectateurs : 6 497 Arbitrage : José María Sánchez Martínez | Spectateurs : 6 497 Arbitrage : José María Sánchez Martínez |

#### Groupe F
| Rang | Équipe       | Pts | J | G | N | P | Bp | Bc | Diff |
| ---- | ------------ | --- | - | - | - | - | -- | -- | ---- |
| 1    | Gambie       | 7   | 3 | 2 | 1 | 0 | 4  | 2  | +2   |
| 2    | Corée du Sud | 5   | 3 | 1 | 2 | 0 | 4  | 3  | +1   |
| 3    | France       | 3   | 3 | 1 | 0 | 2 | 5  | 5  | 0    |
| 4    | Honduras     | 1   | 3 | 0 | 1 | 2 | 4  | 7  | -3   |

| 1re journée       | France               | 1 - 2   | Corée du Sud                          | Stade Malvinas-Argentinas, Mendoza          |                                             |
| 22 mai 2023 15:00 | Virginius 70e (pen.) | (0 - 1) | 22e Lee Seung-won · 64e Lee Young-jun | Spectateurs : 2 671 Arbitrage : Jhon Ospina | Spectateurs : 2 671 Arbitrage : Jhon Ospina |
| 22 mai 2023 15:00 | Rapport              |         |                                       | Spectateurs : 2 671 Arbitrage : Jhon Ospina | Spectateurs : 2 671 Arbitrage : Jhon Ospina |

| 22 mai 2023 | Gambie         | 2 - 1   | Honduras    | Stade Malvinas-Argentinas, Mendoza                         |                                                            |
| 18:00       | Bojang 1re 84e | (1 - 1) | 5e Aceituno | Spectateurs : 3 145 Arbitrage : Campbell-Kirk Kawana-Waugh | Spectateurs : 3 145 Arbitrage : Campbell-Kirk Kawana-Waugh |
| 18:00       | Rapport        |         |             | Spectateurs : 3 145 Arbitrage : Campbell-Kirk Kawana-Waugh | Spectateurs : 3 145 Arbitrage : Campbell-Kirk Kawana-Waugh |

| 2e journée        | France      | 1 - 2   | Gambie                          | Stade Malvinas-Argentinas, Mendoza                    |                                                       |
| 25 mai 2023 15:00 | Odobert 61e | (0 - 1) | 13e (csc) Zoukrou · 68e Sanyang | Spectateurs : 5 314 Arbitrage : Juan Gabriel Calderón | Spectateurs : 5 314 Arbitrage : Juan Gabriel Calderón |
| 25 mai 2023 15:00 | Rapport     |         |                                 | Spectateurs : 5 314 Arbitrage : Juan Gabriel Calderón | Spectateurs : 5 314 Arbitrage : Juan Gabriel Calderón |

| 25 mai 2023 | Corée du Sud                         | 2 - 2 | Honduras                   | Stade Malvinas-Argentinas, Mendoza           |                                              |
| 18:00       | Kim Yong-hak 58e · Park Seung-ho 62e |       | 22e (pen.) Ruiz · 51e Díaz | Spectateurs : 6 851 Arbitrage : Abongile Tom | Spectateurs : 6 851 Arbitrage : Abongile Tom |
| 18:00       | Rapport                              |       |                            | Spectateurs : 6 851 Arbitrage : Abongile Tom | Spectateurs : 6 851 Arbitrage : Abongile Tom |

| 3e journée        | Honduras       | 1 - 3   | France                         | Stade Ciudad de La Plata, La Plata      |                                         |
| 28 mai 2023 18:00 | Ramos Peña 14e | (1 - 1) | 41e 60e Virginius · 77e Bikien | Spectateurs : 8 904 Arbitrage : Issa Sy | Spectateurs : 8 904 Arbitrage : Issa Sy |
| 28 mai 2023 18:00 | Rapport        |         |                                | Spectateurs : 8 904 Arbitrage : Issa Sy | Spectateurs : 8 904 Arbitrage : Issa Sy |

| 28 mai 2023 | Corée du Sud | 0 - 0   | Gambie | Stade Malvinas-Argentinas, Mendoza            |                                               |
| 18:00       |              | (0 - 0) |        | Spectateurs : 7 463 Arbitrage : Oshane Nation | Spectateurs : 7 463 Arbitrage : Oshane Nation |
| 18:00       | Rapport      |         |        | Spectateurs : 7 463 Arbitrage : Oshane Nation | Spectateurs : 7 463 Arbitrage : Oshane Nation |

### Meilleurs troisièmes de groupe
Les 4 meilleurs troisièmes sont qualifiés pour le tableau final.
| Rang | Équipe                    | Pts | J | G | N | P | Bp | Bc | Diff |
| ---- | ------------------------- | --- | - | - | - | - | -- | -- | ---- |
| 1    | Nigeria (Grp. D)          | 6   | 3 | 2 | 0 | 1 | 4  | 3  | +1   |
| 2    | Nouvelle-Zélande (Grp. A) | 4   | 3 | 1 | 1 | 1 | 3  | 7  | -4   |
| 3    | Slovaquie (Grp. B)        | 3   | 3 | 1 | 0 | 2 | 5  | 4  | +1   |
| 4    | Tunisie (Grp. E)          | 3   | 3 | 1 | 0 | 2 | 3  | 2  | +1   |
| 5    | France (Grp. F)           | 3   | 3 | 1 | 0 | 2 | 5  | 5  | 0    |
| 6    | Japon (Grp. C)            | 3   | 3 | 1 | 0 | 2 | 3  | 4  | -1   |

| Groupes d'origine des meilleurs 3e | Groupes d'origine des meilleurs 3e | Groupes d'origine des meilleurs 3e | Groupes d'origine des meilleurs 3e | Groupes d'origine des meilleurs 3e | Groupes d'origine des meilleurs 3e | Adversaires de | Adversaires de        | Adversaires de        | Adversaires de |
| Groupes d'origine des meilleurs 3e | Groupes d'origine des meilleurs 3e | Groupes d'origine des meilleurs 3e | Groupes d'origine des meilleurs 3e | Groupes d'origine des meilleurs 3e | Groupes d'origine des meilleurs 3e | [1A] Argentine | [1B] États-Unis       | [1C] Colombie         | [1D] Brésil    |
| ---------------------------------- | ---------------------------------- | ---------------------------------- | ---------------------------------- | ---------------------------------- | ---------------------------------- | -------------- | --------------------- | --------------------- | -------------- |
| A                                  | B                                  | C                                  | D                                  |                                    |                                    | [3C] Japon     | [3D] Nigeria          | [3A] Nouvelle-Zélande | [3B] Slovaquie |
| A                                  | B                                  | C                                  |                                    | E                                  |                                    | [3C] Japon     | [3A] Nouvelle-Zélande | [3B] Slovaquie        | [3E] Tunisie   |
| A                                  | B                                  | C                                  |                                    |                                    | F                                  | [3C] Japon     | [3A] Nouvelle-Zélande | [3B] Slovaquie        | [3F] France    |
| A                                  | B                                  |                                    | D                                  | E                                  |                                    | [3D] Nigeria   | [3A] Nouvelle-Zélande | [3B] Slovaquie        | [3E] Tunisie   |
| A                                  | B                                  |                                    | D                                  |                                    | F                                  | [3D] Nigeria   | [3A] Nouvelle-Zélande | [3B] Slovaquie        | [3F] France    |
| A                                  | B                                  |                                    |                                    | E                                  | F                                  | [3E] Tunisie   | [3A] Nouvelle-Zélande | [3B] Slovaquie        | [3F] France    |
| A                                  |                                    | C                                  | D                                  | E                                  |                                    | [3C] Japon     | [3D] Nigeria          | [3A] Nouvelle-Zélande | [3E] Tunisie   |
| A                                  |                                    | C                                  | D                                  |                                    | F                                  | [3C] Japon     | [3D] Nigeria          | [3A] Nouvelle-Zélande | [3F] France    |
| A                                  |                                    | C                                  |                                    | E                                  | F                                  | [3C] Japon     | [3A] Nouvelle-Zélande | [3F] France           | [3E] Tunisie   |
| A                                  |                                    |                                    | D                                  | E                                  | F                                  | [3D] Nigeria   | [3A] Nouvelle-Zélande | [3F] France           | [3E] Tunisie   |
|                                    | B                                  | C                                  | D                                  | E                                  |                                    | [3C] Japon     | [3D] Nigeria          | [3B] Slovaquie        | [3E] Tunisie   |
|                                    | B                                  | C                                  | D                                  |                                    | F                                  | [3C] Japon     | [3D] Nigeria          | [3B] Slovaquie        | [3F] France    |
|                                    | B                                  | C                                  |                                    | E                                  | F                                  | [3E] Tunisie   | [3C] Japon            | [3B] Slovaquie        | [3F] France    |
|                                    | B                                  |                                    | D                                  | E                                  | F                                  | [3E] Tunisie   | [3D] Nigeria          | [3B] Slovaquie        | [3F] France    |
|                                    |                                    | C                                  | D                                  | E                                  | F                                  | [3C] Japon     | [3D] Nigeria          | [3F] France           | [3E] Tunisie   |

- Combinaison réalisée

## Phase à élimination directe

### Tableau
|  | Huitièmes de finale                | Huitièmes de finale  | Huitièmes de finale              | Huitièmes de finale  |              |              | Quarts de finale                 | Quarts de finale                 | Quarts de finale                 | Quarts de finale                 |                        |                        | Demi-finales          | Demi-finales          | Demi-finales          | Demi-finales          |  |  | Finale                 | Finale                 | Finale                 | Finale                 |
|  |                                    |                      |                                  |                      |              |              |                                  |                                  |                                  |                                  |                        |                        |                       |                       |                       |                       |  |  |                        |                        |                        |                        |
|  | 30 mai 2023, Mendoza               | 30 mai 2023, Mendoza | 30 mai 2023, Mendoza             | 30 mai 2023, Mendoza |              |              | 4 juin 2023, Santiago del Estero | 4 juin 2023, Santiago del Estero | 4 juin 2023, Santiago del Estero | 4 juin 2023, Santiago del Estero |                        |                        | 8 juin 2023, La Plata | 8 juin 2023, La Plata | 8 juin 2023, La Plata | 8 juin 2023, La Plata |  |  | 11 juin 2023, La Plata | 11 juin 2023, La Plata | 11 juin 2023, La Plata | 11 juin 2023, La Plata |
|  | B1                                 | États-Unis           | 4                                | 4                    |              |              | 4 juin 2023, Santiago del Estero | 4 juin 2023, Santiago del Estero | 4 juin 2023, Santiago del Estero | 4 juin 2023, Santiago del Estero |                        |                        | 8 juin 2023, La Plata | 8 juin 2023, La Plata | 8 juin 2023, La Plata | 8 juin 2023, La Plata |  |  | 11 juin 2023, La Plata | 11 juin 2023, La Plata | 11 juin 2023, La Plata | 11 juin 2023, La Plata |
|  | B1                                 | États-Unis           | 4                                | 4                    |              |              | 4 juin 2023, Santiago del Estero | 4 juin 2023, Santiago del Estero | 4 juin 2023, Santiago del Estero | 4 juin 2023, Santiago del Estero |                        |                        | 8 juin 2023, La Plata | 8 juin 2023, La Plata | 8 juin 2023, La Plata | 8 juin 2023, La Plata |  |  | 11 juin 2023, La Plata | 11 juin 2023, La Plata | 11 juin 2023, La Plata | 11 juin 2023, La Plata |
|  | A3                                 | Nouvelle-Zélande     | 0                                | 0                    |              |              | 4 juin 2023, Santiago del Estero | 4 juin 2023, Santiago del Estero | 4 juin 2023, Santiago del Estero | 4 juin 2023, Santiago del Estero |                        |                        | 8 juin 2023, La Plata | 8 juin 2023, La Plata | 8 juin 2023, La Plata | 8 juin 2023, La Plata |  |  | 11 juin 2023, La Plata | 11 juin 2023, La Plata | 11 juin 2023, La Plata | 11 juin 2023, La Plata |
|  | A3                                 | Nouvelle-Zélande     | 0                                | 0                    | États-Unis   | États-Unis   | 0                                | 0                                |                                  |                                  |                        |                        | 8 juin 2023, La Plata | 8 juin 2023, La Plata | 8 juin 2023, La Plata | 8 juin 2023, La Plata |  |  | 11 juin 2023, La Plata | 11 juin 2023, La Plata | 11 juin 2023, La Plata | 11 juin 2023, La Plata |
|  | 1er juin 2023, Santiago del Estero |                      |                                  |                      | États-Unis   | États-Unis   | 0                                | 0                                |                                  |                                  |                        |                        | 8 juin 2023, La Plata | 8 juin 2023, La Plata | 8 juin 2023, La Plata | 8 juin 2023, La Plata |  |  | 11 juin 2023, La Plata | 11 juin 2023, La Plata | 11 juin 2023, La Plata | 11 juin 2023, La Plata |
|  |                                    |                      | Uruguay                          | Uruguay              | 2            | 2            |                                  |                                  |                                  |                                  |                        |                        | 8 juin 2023, La Plata | 8 juin 2023, La Plata | 8 juin 2023, La Plata | 8 juin 2023, La Plata |  |  | 11 juin 2023, La Plata | 11 juin 2023, La Plata | 11 juin 2023, La Plata | 11 juin 2023, La Plata |
|  | F1                                 | Gambie               | Uruguay                          | Uruguay              | 2            | 2            | 0                                | 0                                |                                  |                                  |                        |                        | 8 juin 2023, La Plata | 8 juin 2023, La Plata | 8 juin 2023, La Plata | 8 juin 2023, La Plata |  |  | 11 juin 2023, La Plata | 11 juin 2023, La Plata | 11 juin 2023, La Plata | 11 juin 2023, La Plata |
|  | F1                                 | Gambie               | 3 juin 2023, San Juan            |                      |              |              | 0                                | 0                                |                                  |                                  |                        |                        | 8 juin 2023, La Plata | 8 juin 2023, La Plata | 8 juin 2023, La Plata | 8 juin 2023, La Plata |  |  | 11 juin 2023, La Plata | 11 juin 2023, La Plata | 11 juin 2023, La Plata | 11 juin 2023, La Plata |
|  | E2                                 | Uruguay              | 1                                | 1                    |              |              |                                  |                                  |                                  |                                  |                        |                        | 8 juin 2023, La Plata | 8 juin 2023, La Plata | 8 juin 2023, La Plata | 8 juin 2023, La Plata |  |  | 11 juin 2023, La Plata | 11 juin 2023, La Plata | 11 juin 2023, La Plata | 11 juin 2023, La Plata |
|  | E2                                 | Uruguay              | 1                                | 1                    | Uruguay      | Uruguay      | 1                                | 1                                |                                  |                                  |                        |                        |                       |                       |                       |                       |  |  | 11 juin 2023, La Plata | 11 juin 2023, La Plata | 11 juin 2023, La Plata | 11 juin 2023, La Plata |
|  | 30 mai 2023, Mendoza               |                      |                                  |                      | Uruguay      | Uruguay      | 1                                | 1                                |                                  |                                  |                        |                        |                       |                       |                       |                       |  |  | 11 juin 2023, La Plata | 11 juin 2023, La Plata | 11 juin 2023, La Plata | 11 juin 2023, La Plata |
|  |                                    |                      | Israël                           | Israël               | 0            | 0            |                                  |                                  |                                  |                                  |                        |                        |                       |                       |                       |                       |  |  | 11 juin 2023, La Plata | 11 juin 2023, La Plata | 11 juin 2023, La Plata | 11 juin 2023, La Plata |
|  | A2                                 | Ouzbékistan          | Israël                           | Israël               | 0            | 0            | 0                                | 0                                |                                  |                                  |                        |                        |                       |                       |                       |                       |  |  | 11 juin 2023, La Plata | 11 juin 2023, La Plata | 11 juin 2023, La Plata | 11 juin 2023, La Plata |
|  | A2                                 | Ouzbékistan          | 8 juin 2023, La Plata            |                      |              |              | 0                                | 0                                |                                  |                                  |                        |                        |                       |                       |                       |                       |  |  | 11 juin 2023, La Plata | 11 juin 2023, La Plata | 11 juin 2023, La Plata | 11 juin 2023, La Plata |
|  | C2                                 | Israël               | 1                                | 1                    |              |              |                                  |                                  |                                  |                                  |                        |                        |                       |                       |                       |                       |  |  | 11 juin 2023, La Plata | 11 juin 2023, La Plata | 11 juin 2023, La Plata | 11 juin 2023, La Plata |
|  | C2                                 | Israël               | 1                                | 1                    | Israël       | Israël       | 3 ap                             | 3 ap                             |                                  |                                  |                        |                        |                       |                       |                       |                       |  |  | 11 juin 2023, La Plata | 11 juin 2023, La Plata | 11 juin 2023, La Plata | 11 juin 2023, La Plata |
|  | 31 mai 2023, La Plata              |                      |                                  |                      | Israël       | Israël       | 3 ap                             | 3 ap                             |                                  |                                  |                        |                        |                       |                       |                       |                       |  |  | 11 juin 2023, La Plata | 11 juin 2023, La Plata | 11 juin 2023, La Plata | 11 juin 2023, La Plata |
|  |                                    |                      | Brésil                           | Brésil               | 2            | 2            |                                  |                                  |                                  |                                  |                        |                        |                       |                       |                       |                       |  |  | 11 juin 2023, La Plata | 11 juin 2023, La Plata | 11 juin 2023, La Plata | 11 juin 2023, La Plata |
|  | D1                                 | Brésil               | Brésil                           | Brésil               | 2            | 2            | 4                                | 4                                |                                  |                                  |                        |                        |                       |                       |                       |                       |  |  | 11 juin 2023, La Plata | 11 juin 2023, La Plata | 11 juin 2023, La Plata | 11 juin 2023, La Plata |
|  | D1                                 | Brésil               | 3 juin 2023, San Juan            |                      |              |              | 4                                | 4                                |                                  |                                  |                        |                        |                       |                       |                       |                       |  |  | 11 juin 2023, La Plata | 11 juin 2023, La Plata | 11 juin 2023, La Plata | 11 juin 2023, La Plata |
|  | E3                                 | Tunisie              | 1                                | 1                    |              |              |                                  |                                  |                                  |                                  |                        |                        |                       |                       |                       |                       |  |  | 11 juin 2023, La Plata | 11 juin 2023, La Plata | 11 juin 2023, La Plata | 11 juin 2023, La Plata |
|  | E3                                 | Tunisie              | 1                                | 1                    | Uruguay      | Uruguay      | 1                                | 1                                |                                  |                                  |                        |                        |                       |                       |                       |                       |  |  |                        |                        |                        |                        |
|  | 31 mai 2023, San Juan              |                      |                                  |                      | Uruguay      | Uruguay      | 1                                | 1                                |                                  |                                  |                        |                        |                       |                       |                       |                       |  |  |                        |                        |                        |                        |
|  |                                    |                      | Italie                           | Italie               | 0            | 0            |                                  |                                  |                                  |                                  |                        |                        |                       |                       |                       |                       |  |  |                        |                        |                        |                        |
|  | C1                                 | Colombie             | Italie                           | Italie               | 0            | 0            | 5                                | 5                                |                                  |                                  |                        |                        |                       |                       |                       |                       |  |  |                        |                        |                        |                        |
|  | C1                                 | Colombie             |                                  |                      |              |              |                                  | 5                                |                                  |                                  |                        |                        |                       |                       |                       |                       |  |  |                        |                        |                        |                        |
|  | B3                                 | Slovaquie            | 1                                | 1                    |              |              |                                  |                                  |                                  |                                  |                        |                        |                       |                       |                       |                       |  |  |                        |                        |                        |                        |
|  | B3                                 | Slovaquie            | 1                                | 1                    | Colombie     | Colombie     | 1                                | 1                                |                                  |                                  |                        |                        |                       |                       |                       |                       |  |  |                        |                        |                        |                        |
|  | 31 mai 2023, La Plata              |                      |                                  |                      | Colombie     | Colombie     | 1                                | 1                                |                                  |                                  |                        |                        |                       |                       |                       |                       |  |  |                        |                        |                        |                        |
|  |                                    |                      | Italie                           | Italie               | 3            | 3            |                                  |                                  |                                  |                                  |                        |                        |                       |                       |                       |                       |  |  |                        |                        |                        |                        |
|  | E1                                 | Angleterre           | Italie                           | Italie               | 3            | 3            | 1                                | 1                                |                                  |                                  |                        |                        |                       |                       |                       |                       |  |  |                        |                        |                        |                        |
|  | E1                                 | Angleterre           | 4 juin 2023, Santiago del Estero |                      |              |              | 1                                | 1                                |                                  |                                  |                        |                        |                       |                       |                       |                       |  |  |                        |                        |                        |                        |
|  | D2                                 | Italie               | 2                                | 2                    |              |              |                                  |                                  |                                  |                                  |                        |                        |                       |                       |                       |                       |  |  |                        |                        |                        |                        |
|  | D2                                 | Italie               | 2                                | 2                    | Italie       | Italie       | 2                                | 2                                |                                  |                                  |                        |                        |                       |                       |                       |                       |  |  |                        |                        |                        |                        |
|  | 1er juin 2023, Santiago del Estero |                      |                                  |                      | Italie       | Italie       | 2                                | 2                                |                                  |                                  |                        |                        |                       |                       |                       |                       |  |  |                        |                        |                        |                        |
|  |                                    |                      | Corée du Sud                     | Corée du Sud         | 1            | 1            |                                  |                                  |                                  |                                  |                        |                        |                       |                       |                       |                       |  |  |                        |                        |                        |                        |
|  | B2                                 | Équateur             | Corée du Sud                     | Corée du Sud         | 1            | 1            | 2                                | 2                                |                                  |                                  |                        |                        |                       |                       |                       |                       |  |  |                        |                        |                        |                        |
|  | B2                                 | Équateur             |                                  |                      |              |              |                                  | 2                                |                                  |                                  |                        |                        |                       |                       |                       |                       |  |  |                        |                        |                        |                        |
|  | F2                                 | Corée du Sud         | 3                                | 3                    |              |              |                                  |                                  |                                  |                                  |                        |                        |                       |                       |                       |                       |  |  |                        |                        |                        |                        |
|  | F2                                 | Corée du Sud         | 3                                | 3                    | Corée du Sud | Corée du Sud | 1 ap                             | 1 ap                             | Troisième place                  | Troisième place                  | Troisième place        | Troisième place        |                       |                       |                       |                       |  |  |                        |                        |                        |                        |
|  | 31 mai 2023, San Juan              |                      |                                  |                      | Corée du Sud | Corée du Sud | 1 ap                             | 1 ap                             | Troisième place                  | Troisième place                  | Troisième place        | Troisième place        |                       |                       |                       |                       |  |  |                        |                        |                        |                        |
|  |                                    |                      | Nigeria                          | Nigeria              | 0            | 0            |                                  |                                  | 11 juin 2023, La Plata           | 11 juin 2023, La Plata           | 11 juin 2023, La Plata | 11 juin 2023, La Plata |                       |                       |                       |                       |  |  |                        |                        |                        |                        |
|  | A1                                 | Argentine            | Nigeria                          | Nigeria              | 0            | 0            | 0                                | 0                                | 11 juin 2023, La Plata           | 11 juin 2023, La Plata           | 11 juin 2023, La Plata | 11 juin 2023, La Plata |                       |                       |                       |                       |  |  |                        |                        |                        |                        |
|  | A1                                 | Argentine            |                                  |                      |              |              |                                  | 0                                |                                  |                                  | Israël                 | Israël                 | 3                     | 3                     |                       |                       |  |  |                        |                        |                        |                        |
|  | D3                                 | Nigeria              | 2                                | 2                    |              |              |                                  |                                  |                                  |                                  | Israël                 | Israël                 | 3                     | 3                     |                       |                       |  |  |                        |                        |                        |                        |
|  | D3                                 | Nigeria              | 2                                | 2                    | Corée du Sud | Corée du Sud | 1                                | 1                                |                                  |                                  |                        |                        |                       |                       |                       |                       |  |  |                        |                        |                        |                        |
|  |                                    |                      |                                  |                      |              |              |                                  |                                  |                                  |                                  |                        |                        |                       |                       |                       |                       |  |  |                        |                        |                        |                        |

### Huitièmes de finale
| 30 mai 2023 | États-Unis                                     | 4 - 0   | Nouvelle-Zélande | Stade Malvinas-Argentinas, Mendoza             |                                                |
| 14:30       | Wolff 14e · Cowell 61e · Che 75e · Pukštas 82e | (1 - 0) |                  | Spectateurs : 7 848 Arbitrage : Mohamed Marouf | Spectateurs : 7 848 Arbitrage : Mohamed Marouf |
| 14:30       | Rapport                                        |         |                  | Spectateurs : 7 848 Arbitrage : Mohamed Marouf | Spectateurs : 7 848 Arbitrage : Mohamed Marouf |

| 30 mai 2023 | Ouzbékistan | 0 - 1   | Israël         | Stade Malvinas-Argentinas, Mendoza                 |                                                    |
| 18:00       |             | (0 - 0) | 90+7e Khalaili | Spectateurs : 10 492 Arbitrage : Yael Falcón Pérez | Spectateurs : 10 492 Arbitrage : Yael Falcón Pérez |
| 18:00       | Rapport     |         |                | Spectateurs : 10 492 Arbitrage : Yael Falcón Pérez | Spectateurs : 10 492 Arbitrage : Yael Falcón Pérez |

| 31 mai 2023 | Brésil                                                  | 4 - 1   | Tunisie        | Stade Ciudad de La Plata, La Plata               |                                                  |
| 14:30       | Marcos Leonardo 11e · Santos 31e 90+10e · Martins 90+1e | (2 - 0) | 90+13e Ghorbel | Spectateurs : 9 175 Arbitrage : Halil Umut Meler | Spectateurs : 9 175 Arbitrage : Halil Umut Meler |
| 14:30       | Rapport                                                 |         |                | Spectateurs : 9 175 Arbitrage : Halil Umut Meler | Spectateurs : 9 175 Arbitrage : Halil Umut Meler |

| 31 mai 2023 | Colombie                                        | 5 - 1   | Slovaquie          | Stade du bicentenaire, San Juan                   |                                                   |
| 14:30       | Cortés 48e 90+4e · Asprilla 50e · Ángel 52e 63e | (0 - 0) | 87e Timotej Jambor | Spectateurs : 4 630 Arbitrage : Mohammed Al Hoish | Spectateurs : 4 630 Arbitrage : Mohammed Al Hoish |
| 14:30       | Rapport                                         |         |                    | Spectateurs : 4 630 Arbitrage : Mohammed Al Hoish | Spectateurs : 4 630 Arbitrage : Mohammed Al Hoish |

| 31 mai 2023 | Angleterre | 1 - 2   | Italie                           | Stade Ciudad de La Plata, La Plata            |                                               |
| 18:00       | Devine 24e | (1 - 1) | 8e Baldanzi · 87e (pen.) Casadei | Spectateurs : 12 832 Arbitrage : Ramon Abatti | Spectateurs : 12 832 Arbitrage : Ramon Abatti |
| 18:00       | Rapport    |         |                                  | Spectateurs : 12 832 Arbitrage : Ramon Abatti | Spectateurs : 12 832 Arbitrage : Ramon Abatti |

| 31 mai 2023 | Argentine | 0 - 2   | Nigeria                                | Stade du bicentenaire, San Juan               |                                               |
| 18:00       |           | (0 - 0) | 61e I.B. Muhammad · 90+1e Haliru Sarki | Spectateurs : 27 179 Arbitrage : Glenn Nyberg | Spectateurs : 27 179 Arbitrage : Glenn Nyberg |
| 18:00       | Rapport   |         |                                        | Spectateurs : 27 179 Arbitrage : Glenn Nyberg | Spectateurs : 27 179 Arbitrage : Glenn Nyberg |

| 1er juin 2023 | Gambie  | 0 - 1   | Uruguay    | Stade Único Madre de Ciudades, Santiago del Estero |                                                   |
| 14:30         |         | (0 - 0) | 65e Duarte | Spectateurs : 7 644 Arbitrage : François Letexier  | Spectateurs : 7 644 Arbitrage : François Letexier |
| 14:30         | Rapport |         |            | Spectateurs : 7 644 Arbitrage : François Letexier  | Spectateurs : 7 644 Arbitrage : François Letexier |

| 1er juin 2023 | Équateur                        | 2 - 3   | Corée du Sud                                             | Stade Único Madre de Ciudades, Santiago del Estero |                                                |
| 18:00         | Cuero 36e (pen.) · González 84e | (1 - 2) | 11e Lee Young-jun · 19e Bae Jun-ho · 48e Choi Seok-hyeon | Spectateurs : 12 492 Arbitrage : Oshane Nation     | Spectateurs : 12 492 Arbitrage : Oshane Nation |
| 18:00         | Rapport                         |         |                                                          | Spectateurs : 12 492 Arbitrage : Oshane Nation     | Spectateurs : 12 492 Arbitrage : Oshane Nation |

### Quarts de finale
| 3 juin 2023 | Israël                                      | 3 - 2 ap              | Brésil                                       | Stade du bicentenaire, San Juan                       |                                                       |
| 14:30       | Khalaili 60e · Shibli 93e · Turgeman 105+3e | (0 - 0, 1 - 1, 3 - 2) | 56e Marcos Leonardo · 91e Matheus Nascimento | Spectateurs : 1 765 Arbitrage : Juan Gabriel Calderón | Spectateurs : 1 765 Arbitrage : Juan Gabriel Calderón |
| 14:30       | Rapport                                     |                       |                                              | Spectateurs : 1 765 Arbitrage : Juan Gabriel Calderón | Spectateurs : 1 765 Arbitrage : Juan Gabriel Calderón |

| 3 juin 2023 | Colombie   | 1 - 3   | Italie                                   | Stade du bicentenaire, San Juan               |                                               |
| 18:00       | Torres 49e | (0 - 2) | 8e Casadei · 38e Baldanzi · 46e Esposito | Spectateurs : 3 167 Arbitrage : Salman Falahi | Spectateurs : 3 167 Arbitrage : Salman Falahi |
| 18:00       | Rapport    |         |                                          | Spectateurs : 3 167 Arbitrage : Salman Falahi | Spectateurs : 3 167 Arbitrage : Salman Falahi |

| 4 juin 2023 | Corée du Sud       | 1 - 0 ap              | Nigeria | Stade Único Madre de Ciudades, Santiago del Estero           |                                                              |
| 14:30       | Choi Seok-hyun 95e | (0 - 0, 0 - 0, 1 - 0) |         | Spectateurs : 10 298 Arbitrage : José María Sánchez Martínez | Spectateurs : 10 298 Arbitrage : José María Sánchez Martínez |
| 14:30       | Rapport            |                       |         | Spectateurs : 10 298 Arbitrage : José María Sánchez Martínez | Spectateurs : 10 298 Arbitrage : José María Sánchez Martínez |

| 4 juin 2023 | États-Unis | 0 - 2   | Uruguay                       | Stade Único Madre de Ciudades, Santiago del Estero |                                                   |
| 18:00       |            | (0 - 1) | 21e Duarte · 56e (csc) Wynder | Spectateurs : 18 474 Arbitrage : Serdar Gözübüyük  | Spectateurs : 18 474 Arbitrage : Serdar Gözübüyük |
| 18:00       | Rapport    |         |                               | Spectateurs : 18 474 Arbitrage : Serdar Gözübüyük  | Spectateurs : 18 474 Arbitrage : Serdar Gözübüyük |

### Demi-finale
| 8 juin 2023 | Uruguay    | 1 - 0   | Israël | Stade Ciudad de La Plata, La Plata                           |                                                              |
| 14:30       | Duarte 61e | (0 - 0) |        | Spectateurs : 27 860 Arbitrage : José María Sánchez Martínez | Spectateurs : 27 860 Arbitrage : José María Sánchez Martínez |
| 14:30       | Rapport    |         |        | Spectateurs : 27 860 Arbitrage : José María Sánchez Martínez | Spectateurs : 27 860 Arbitrage : José María Sánchez Martínez |

| 8 juin 2023 | Italie                    | 2 - 1   | Corée du Sud             | Stade Ciudad de La Plata, La Plata           |                                              |
| 18:00       | Casadei 14e · Pafundi 86e | (1 - 1) | 23e (pen.) Lee Seung-won | Spectateurs : 20 998 Arbitrage : Yael Falcon | Spectateurs : 20 998 Arbitrage : Yael Falcon |
| 18:00       | Rapport                   |         |                          | Spectateurs : 20 998 Arbitrage : Yael Falcon | Spectateurs : 20 998 Arbitrage : Yael Falcon |

### Troisième place
| 11 juin 2023 | Israël                                   | 3 - 1   | Corée du Sud      | Stade Ciudad de La Plata, La Plata            |                                               |
| 14:30        | Binyamin 19e · Senior 76e · Khalaili 85e | (1 - 1) | 24e Lee Seung-won | Spectateurs : 15 327 Arbitrage : Ramon Abatti | Spectateurs : 15 327 Arbitrage : Ramon Abatti |
| 14:30        | Rapport                                  |         |                   | Spectateurs : 15 327 Arbitrage : Ramon Abatti | Spectateurs : 15 327 Arbitrage : Ramon Abatti |

### Finale
| 11 juin 2023 | Uruguay       | 1 - 0   | Italie | Stade Ciudad de La Plata, La Plata            |                                               |
| 18:00        | Rodríguez 86e | (0 - 0) |        | Spectateurs : 38 297 Arbitrage : Glenn Nyberg | Spectateurs : 38 297 Arbitrage : Glenn Nyberg |
| 18:00        | Rapport       |         |        | Spectateurs : 38 297 Arbitrage : Glenn Nyberg | Spectateurs : 38 297 Arbitrage : Glenn Nyberg |